# Kaple svatého Kříže (Opava)
Kaple svatého Kříže neboli Švédská kaple v Opavě byla založena knížetem Přemkem I. Opavským v roce 1394 jako zádušní svatyně. Kaple je jedinečným dokladem gotické cihlové architektury, je postavena na jen výjimečně užívaném půdorysu oktogonu. Inspirací snad byl kostel sv. Karla v Praze, založený Karlem IV.

## Historie
Spodní část kaple je vybudována z lomového kamene a je od horní části z režných cihel oddělena kamennou římsou. To je další zvláštnost. Je možné, že spodní část byla omítnuta bílou vápennou omítkou a s horní neomítnutou částí z červených cihel (vazáky byly glazované). Barevnost stavby by tak symbolizovala barvy erbu opavských Přemyslovců. Oktogon doplňují nárožní pilíře kterým uvnitř stavby tvoří protějšek dvojité výběžky žeber hvězdicové klenby, o níž se neví zda byla realizována. Dnes je prostor kryt dřevěným stropem. Kaple má dva profilované portály, několik nepravidelně rozložených oken se špaletami a další zazděné prostory. Těmi se pravděpodobně vstupovalo do dnes již neexistující sakristie a věže. Z té se pak asi vstupovalo na dřevěnou tribunu, z níž vévoda s nejbližšími sledovali bohoslužbu.

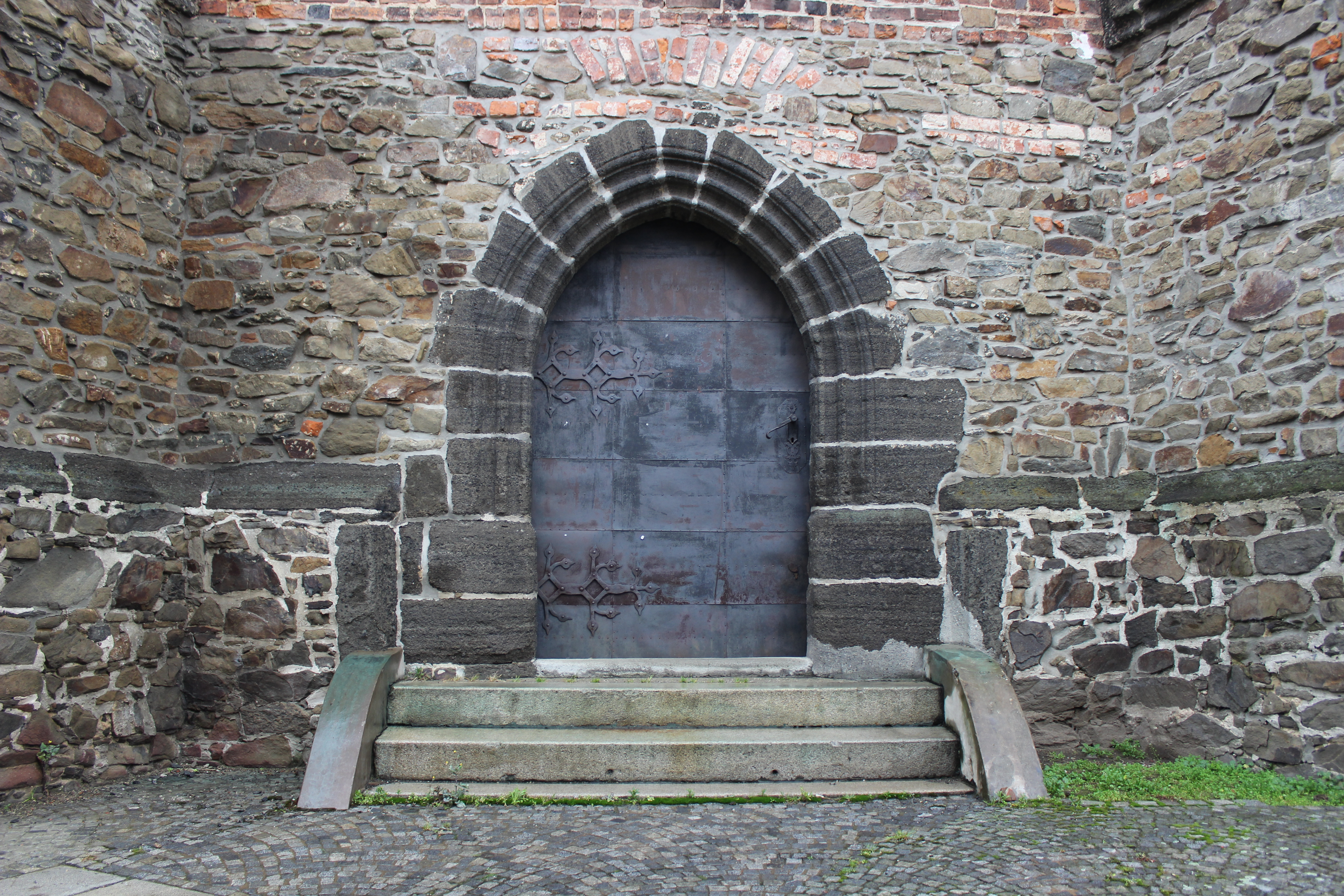
Vstup do kaple

Na pěti stěnách je částečně zachován cyklus fresek. Malby představují po stránce slohové i ikonografické významný článek ve vývoji moravské monumentální malby. Zobrazují patnáct znamení před Posledním soudem. V době třicetileté války sloužila kaple k protestantským bohoslužbám švédského vojska. Odtud lidový, dodnes používaný název Švédská kaple.
Mezi roky 1785 a 1789 se kaple stala knížecím majetkem. Byla využívána jako skladiště či sýpka. Pro úpravu na sýpku byl interiér rozdělen na další dvě patra. Tímto zásahem byly velmi poškozeny nástěnné malby. Zbytky maleb zcela zničil požár, který kapli zasáhl 16. února 1859.
V roce 1866 zasáhla okolí Opavy epidemie cholery a jelikož nebylo vhodnějšího prostoru, začalo se pohřbívat kolem kaple. Již dříve se v okolí kaple pochovávali sebevrazi. Funkce hřbitova již okolí kaple zůstalo. V létech 1868 – 1869 byl z okolí kaple zřízen nový hřbitov a kaple začala plnit funkci hřbitovního svatostánku.
Na kapli se postupně začal projevovat zub času, a tak bylo přistoupeno ke generální opravě, kterou inicioval farář J. Pazderka a kaplan A. Gruda s finanční pomocí Anny Beinhauerové z Kateřinek. Složité jednání o opravě kaple, jejím uchování a finančním přispění zemského sněmu začali roku 1887. V roce 1907 byla kaple zakoupena a ihned bylo započato s opravou. Poněvadž hrozilo borcení zdiva, byla nejprve stržena stará střecha i obě patra sýpky. S ohledem na statickou stránku není obnoven strop a původní klenba. Zbytek opravy byl však prováděn původními technologiemi a za použití shodného stavebního materiálu. Právě tehdy byly pod starší omítkou nalezeny pozůstatky někdejší nástěnné malby. Jejich posouzením byl pověřen v roce 1911 slavný vídeňský malíř Hans Viertelberger, který renovoval celkem 13 obrazů. Rovněž byly odkryty vodorovné i svislé pásy s těžko čitelným gotickým písmem. Jeden z těchto pásů skrýval datum 1514. Pro zachování klimatu byla prolomena dříve zazděná průduchová okénka. Střecha kaple získala novou břidlicovou krytinu.
V roce 1916 byla pořízena fotodokumentace interiéru.
V roce 1995 byly prováděny restaurátorské práce akademickou malířkou Romanou Balcarovou. Dne 15. listopadu 1995 byla kaple zařazena na seznam národních kulturních památek a slavnostně předána veřejnosti.